# Happy Death Day 2U
Happy Death Day 2U är en amerikansk skräckfilm/slasherfilm (med inslag av science fiction och svart humor) från 2019 i regi av Christopher Landon. Filmen, som är en uppföljare till skräckfilmen Happy Death Day från 2017, hade biopremiär i USA den 13 februari 2019, samt i Sverige den 14 februari 2019. I rollerna syns bland annat Jessica Rothe och Israel Broussard, i rollen som Tree Gelbman, respektive Carter Davis.
Filmen spelade in över 64 miljoner dollar världen över efter dess biopremiär, mot en budget på 9 miljoner dollar. En tredje film, Happy Death Day to Us, är under aktiv utveckling.

## Handling
Filmens handling kretsar precis som i den förra filmen kring Tree Gelbman, som återigen har hamnat i sin dödliga tidsloop, där hon upplever hela sin morddag om och om igen. Denna gång rör det sig om en helt annan mördare, som Tree måste identifiera, för att återigen få stopp på denna tidsloop, och samtidigt ta sig ur denna minst sagt hemska mardröm.

## Rollista (i urval)
- Jessica Rothe – Tree Gelbman
- Israel Broussard – Carter Davis
- Phi Vu – Ryan Phan
- Suraj Sharma – Samar Ghosh
- Sarah Yarkin – Dre Morgan
- Rachel Matthews – Danielle Bouseman
- Ruby Modine – Lori Spengler
- Steve Zissis – Dean Bronson
- Charles Aitken – Gregory Butler
- Missy Yager – Julie Gelbman
- Caleb Spillyards – Tim Bauer
- Blaine Kern III – Nick Sims